# Домзюль
Домзюль (нім. Domsühl) — громада в Німеччині, розташована в землі Мекленбург-Передня Померанія. Входить до складу району Людвігслуст-Пархім. Складова частина об'єднання громад Пархімер-Умланд.
Площа — 40,11 км2. Населення становить 1358 ос. (станом на 31 грудня 2020).